# Rosselandstenen
Rosselandstenen är en runsten från Rosseland i Norheimsund i Hordaland fylke. Stenen, som är knappt 1,5 meter hög, hittades 1950.

## Inskrift
Rosselandstenen har en tydlig inskrift i den äldre futharken:
Translitterering av runraden:
ek wagigaz irilaz agilamudon
Normalisering till urnordiska:
Ek Wagigaz erilaz Agilamundon.
Översättning till nusvenska:
Jag (är) Wagigaz, (jag är) Agilamundos eril.
wagigaz avser namnet på runmästaren. irilaz kan vara hans "titel" (se eril), men det är oklart vad denna titel innebär. Språkligt är ordet förbundet med jarl och folknamnet heruler. agilamudon är ett kvinnonamn i grammatisk objektsform.
Inskriftens betydelse ligger i den inblick den tycks ge av det sociala livet under den tidiga folkvandringstiden. För första gången nämns här erilen i en kvinnas tjänst: